# 21284 Pandion
21284 Pandion è un asteroide troiano di Giove del campo greco. Scoperto nel 1996, presenta un'orbita caratterizzata da un semiasse maggiore pari a 5,2316074 UA e da un'eccentricità di 0,1025499, inclinata di 7,03420° rispetto all'eclittica.
L'asteroide è dedicato a Pandione, armigero di Teucro.